# Diga di Hatogaya
La diga di Hatogaya (鳩谷ダム?, Hatogaya damu) è una diga a gravità sul fiume Shō, circa 2 km a sud di Shirakawa nella prefettura di Gifu, in Giappone. Fu costruita tra il 1954 e il 1956. Ha una centrale idroelettrica associata da 43 MW che posta in esercizio nel 1956. Delle nove dighe sul fiume Shō è l'ottava più lontana a valle.